# ضرورت جبران خسارت
بر اساس ماده ۱ قانون مسؤولیت مدنی هرکس بدون مجوز قانونی عمداً یا در نتیجه بی‌احتیاطی به جان یا سلامتی یا مال یا آزادی یا حیثیت یا شهرت تجارتی یا به هرحق دیگری که به موجب قانون برای افراد ایجاد گردیده لطمه‌ای وارد نماید که موجب ضرر مادی یا معنوی دیگری شود مسئول جبران‌خسارت ناشی از عمل خود می‌باشد.